# Матвиенко, Владимир Павлович
Владимир Павлович Матвиенко (род. 5 января 1938 года, с. Белка, Житомирская область) — советский и украинский финансист, банкир, первый председатель правления Национального банка Украины (1991—1992), председатель правления Акционерного коммерческого промышленно-инвестиционного банка (Проминвестбанк, 1992—2008). Профессор (1992). Меценат. Герой Украины (2004).

## Биография
Родился в с. Белка Коростенского района Житомирской области в семье крестьян. Его отец был репрессирован в 1937 году и реабилитирован посмертно в 1960 году.
Окончил Киевский финансово-экономический институт, где учился в 1955—1959 гг., экономист, специальность «Финансы и кредит».
В 1967 году окончил аспирантуру Киевского института народного хозяйства.
Кандидат экономических наук, диссертация «Усиление роли Стройбанка в повышении эффективности капиталовложений (на материалах Донецкой области)» (1973).
Трудовую деятельность начал в 1959 году кредитным инспектором Ждановского отделения Промбанка СССР.
C 1962 года работал: ревизором, управляющим Артемовским отделением, заместителем управляющего Донецкой областной конторы и руководителем Днепропетровской областной конторы Стройбанка СССР, заместителем управляющего Украинской республиканской конторы Стройбанка СССР, а в 1982−1987 годах — её руководителем.
В 1987—1991 годах — председатель правления Украинского республиканского банка Промстройбанка СССР. Одним из первых банкиров бывшего СССР начал внедрять новейшие компьютерные технологии в практику банковского дела. Благодаря личным усилиям Владимира Матвиенко, впервые на Украине состоялся переход к автоматизации банковских операций на базе компьютерной техники.
В 1991−1992 годах — первый председатель правления Национального банка Украины. Провел масштабную организационную работу по созданию на Украине центрального банка, построению двухуровневой банковской системы, регистрации первых украинских коммерческих банков. Был инициатором введения на Украине купоно-карбованца, работал над созданием украинской национальной валюты — гривны, утвердил образцы первых гривневых банкнот, осуществлял мероприятия по внедрению на Украине производственных мощностей для печатания денежных знаков и ценных бумаг. Стоял у истоков создания на Украине современной системы электронных платежей, внес значительный вклад в организацию системы международных расчетов. Позитивное решение вопроса об участии украинских банков в Международной межбанковской системе передачи информации и совершения платежей SWIFT фактически означало признание молодого государства Украина мировыми финансовыми кругами.
Первое, что я сделал — перевел потоки денежной выручки от нашего экспорта не в Москву, а на корреспондентские счета НБУ. Кроме того, поехал в Нью-Йорк и лично встретился с Джорджем Соросом, с которым более четырёх часов обсуждал построение в Украине денежной системы.
«Ленивых, никчемных и беззаботных по сей день не воспринимаю, – сказал, как отрезал Матвиенко в одном из своих интервью, – все нынешние беды – от лени».
Основатель и в 1992—2008 годах первый председатель правления Акционерного коммерческого промышленно-инвестиционного банка (Проминвестбанк, ПИБ). Как отмечают, «После ухода из НБУ большинство своих наработок он использовал при реформировании ПИБ», чем объясняют то, что «банк долгое время входил в тройку крупнейших в стране, по некоторым показателям вырываясь на первое место». При участии кредитных средств Проминвестбанка были введены в эксплуатацию энергоблоки Хмельницкой и Ровенской АЭС, созданы современные самолёты — Ан-140, Ан-74ТК-300, Ан-74ТК-300УТ, построен автобан «Киев—Одесса», реконструированы аэропорты в Борисполе и Днепропетровске, обновлён подвижной состав Украинской железной дороги, профинансировано производство инсулина на киевском ОАО «Фармак», построена современная Трускавецкая клиника восстанавливающего лечения. С приходом в банк новой администрации Матвиенко была предложена должность почётного президента банка.
С 1996 года член ПНЭРУ.
В 1997 году основал Киевский институт банковского дела, был его ректором на протяжении 14 лет.

### Семья
Супруга Галина Филипповна (1941 г. р.), дочь Ирина (1961 г. р.) и сын Павел (1973 г. р.). Четверо внуков.

## Награды и звания
- Герой Украины (с вручением ордена Державы, 20 октября 2004 — за выдающиеся личные заслуги перед Украинским государством в развитии банковской системы, многолетний самоотверженный труд и общественную деятельность)[13].
- Орден князя Ярослава Мудрого V (12.1997) и IV (08.2002) степеней[14][15].
- Почётный знак отличия Президента Украины (08.1996)[16].
- Заслуженный деятель искусств Украины (1999)[17].
- Орден Дружбы народов (1986).
- Медаль «За доблестный труд» (1970), медаль «В память 1500-летия Киева» (1982).
- Орден УПЦ Святого равноапостольного князя Владимира Великого (1999, 2000).
- Медаль «10 лет независимости Украины» (2001).
- Почётная грамота Кабинета Министров Украины (07.2004).
- Нагороджений почесною відзнакою «За заслуги перед Житомирщиною» (2007 г.)[2].

## Память
В 1998 году именем Владимира Матвиенко была названа одна из малых планет под номером 6622 (открыта в 1978 году). Также его имя носят центральная площадь и новая школа в его родном селе.